# William Townsend Aiton
William Townsend Aiton, född 2 februari 1766 i Kew, London, död 9 oktober 1849 i Kensington i samma stad, var en brittisk botaniker.
Han var son till William Aiton (1731–1793), även han botaniker. William Townsend Aiton efterträdde fadern som chefsträdgårdsmästare på Kew Gardens, samt skrev en utökad upplaga av faderns Hortus Kewensis (1789).
William Townsend Aiton fick i uppdrag av Georg IV att planlägga trädgårdarna vid  Royal Pavilion i Brighton. Tillsammans med John Nash gjorde han även om Buckingham Palace Gardens.

## Auktornamn
Auktorsnamnet W.T.Aiton kan användas för William Townsend Aiton i samband med ett vetenskapligt namn inom botaniken; se Wikipediaartiklar som länkar till auktorsnamnet.

### Not
I tidiga publikationer kan auktornamnen Ait.f och Aiton.fil förekomma. (Av latin Filipus = son.) Båda avser William Townsend Aiton, och tolkas Ait.:s son. (Fadern William Aiton har alltså auktorförkortningen Ait.).